# Douglas DaSilva
Douglas DaSilva (* 1965) ist ein aus Brasilien stammender Komponist, Gitarrist und Musikveranstalter.
Der in New York lebende DaSilva ist künstlerischer Direktor der Composer's Voice Concert Series und der Premiere Salon Concerts, bei denen neue Werke zeitgenössischer Komponisten aufgeführt werden. Er veranstaltete auch Konzerte in Rio de Janeiro und Valencia. Als Gitarrist trat er u. a. im Lincoln Center, der presbyterianischen Jan Hus Church, dem Rockclub Bitter End und im Cutting Room auf.
Neben Gitarrenwerken und Liedern komponierte DaSilva Kammermusik und elektroakustische Werke. Seine Musik ist vom Jazz, Rock und Blues geprägt und umfasst das Spektrum von eingängigen Stücken bis zu experimentellen Werken. Seine Sarabande für Flöte und Gitarre nahm er mit der Flötistin Kathleen Nester auf. Uraufführungen spielten u. a. die Harfenistinnen Jasmin Bey Cowin und Alyssa Reit, die Gitarristen Kai Watanabe und Kenji Haba und der Geiger Gregory Durozel.

## Werke
- Sarabande für Flöte und Gitarre
- How to Build a Totalitarian State, elektronische Musik;
- Contrails, elektronische Musik;
- camp des feuilles, elektronische Musik
- Did I Hear It on the Composer’s Voice, elektronische Musik
- Og's Dance für Gitarre
- 3 Peaces für Sopran und Klavier
- Paco de Santo Drinks at the Kinsale für Gitarre und Flöte
- 12 Miniatures for Guitar
- Suite Brasileiro
- Century X
- Evora
- Expulsado de la milonga für Klavier